# René de Brosse
René de Brosse, né vers 1470, tué le 24 février 1525 à Pavie, fils de Jean III de Brosse, comte de Penthièvre, et de Louise de Laval fille de Guy XIV,  comte de Penthièvre  de 1502 à 1525. Son fils  Jean IV de Brosse lui succéda.

## Biographie
Lors de son mariage avec la fille de Philippe de Commynes (célèbre historien et chambellan de Louis XI), il est titré comte de Penthièvre, vicomte de Bridiers, seigneur de Boussac. 
Il a des prétentions au duché de Bretagne du chef de sa grand-mère paternelle Nicole de Châtillon-Blois-Bretagne et de sa grand-mère maternelle Isabelle de Bretagne. Sa femme n’est autre que la fille de son principal créancier, il éteint ainsi ses plus fortes dettes tout en ayant la perspective d’une riche succession, son épouse étant l’unique héritière des Commynes. Commynes fut poursuivi par les possesseurs légitimes des domaines que le roi Louis XI lui avait accordés et se vit retirer la plupart d’entre eux. René soutint la cause de son beau-père et fit des poursuites pour la restitution de ses terres de Bretagne auprès de Louis XII. Il fit hommage au roi à Lyon le 20 janvier 1503, mais il ne fut point rétabli. Ni davantage par François Ier : il en prit ombrage et entra dans la conspiration du connétable de Bourbon. Il suivit le connétable en Italie et entra au service de Charles Quint. Il fut condamné à mort par contumace et mourut sur le champ de bataille de Pavie du côté de l’ennemi. 
C’est son fils Jean IV de Brosse qui récupérera l’héritage paternel en épousant Anne de Pisseleu, la favorite de François Ier .

## Union et postérité
- Marié le 13 août 1504 avec Jeanne de La Clyte de Commynes fille de Philippe de Commynes, seigneur de Renescure, d'Argenton et des Mothes-Coupoux (par sa femme Hélène de Chambes), et (par don de Louis XI, notamment sur les saisies effectuées aux dépens des La Trémoille) des Sables d'Olonne et de Berrie en Loudunais, prince de Talmont en Poitou, dont 
  - Jean IV de Brosse comte de Penthièvre
  - François
  - Charlotte mariée en 1526 avec François II de Luxembourg, vicomte de Martigues
  - Jeanne mariée le 11 mars 1531 avec René de Montmorency alias de Laval, seigneur de Bressuire
- Marié vers 1515 avec Jeanne de Compeys de Gruffy, dame de Palluau, dont 
  - Françoise mariée le 13 décembre 1545, au château du Louvre, avec Claude Gouffier, duc de Roannais
- Marié en 1516 avec Françoise la jeune de Maillé, dame de Rillé